# Anna Holmes
Anna Holmes (* 1969 in Heidelberg) ist eine englische Schauspielerin und Singer-Songwriterin, die in Deutschland aufgewachsen ist.

## Biografie
Anna Holmes erhielt ihre Schauspielausbildung an der Stage School of Music, Dance and Drama in Hamburg. Im Anschluss lebte sie in Hamburg, New York und Los Angeles und nahm Unterricht bei international renommierten Schauspiellehrern wie Uta Hagen und MK Lewis.
In Berlin folgten Engagements als Janet in der Rocky Horror Picture Show (1995), als Sandy in Grease (1996–97), als Crissy in Hair (1998) und als Fräulein Goldschmitt in Potatsch und Perlmutter (2000, Theater am Kurfürstendamm).
Später konzentrierte sich Anna auf ernstere Rollen; u. a. war sie als Frau von Geschwitz in Lulu (2001, Festival della Cultura, Italien) und als Griselda in Top Girls (2002, Theater am Ufer, Berlin) zu sehen.
Ihre Filmkarriere begann sie in den 1990er-Jahren in der Filmklasse des Regisseurs Hark Bohm an der Universität Hamburg. Seitdem wirkt sie in zahlreichen nationalen und internationalen Kino- und Fernsehproduktionen mit.
Als Sängerin sang sie für die Kinofilme Bibi Blocksberg (erfolgreichster deutscher Film des Jahres 2002) und Das fliegende Klassenzimmer (2003). Sie arbeitet an zahlreichen Musikprojekten mit und berät junge Künstler in Liedinterpretation und Vokaltraining. Im Dezember 2018 erschien bei Punchcard Records die Single Turn off the Moon ihres Musikprojekts St. Claire’s.
Im Februar 2021 war Holmes Teil der Initiative #ActOut im SZ-Magazin, zusammen mit 184 anderen lesbischen, schwulen, bisexuellen, queeren, intergeschlechtlichen und transgender Personen aus dem Bereich der darstellenden Künste.
Anna Holmes lebt in Berlin und hat zwei Kinder (* 1996 und * 2005). Ihr Vater ist der Molekularbiologe und Biophysiker Kenneth Charles Holmes.

## Filmografie
- 1992 – Das Los
- 1995 – Kachelküche (Kinotrailer)
- 1996 – Faust (Fernsehserie)
- 1997 – Dr. Monika Lindt (Fernsehserie)
- 1998 – König auf Mallorca (Fernsehserie)
- 1999 – Balko (Fernsehserie)
- 2000 – Der Beichtstuhl
- 2001 – Mutterbesuch
- 2001 – Herzschlag – Die Retter (Fernsehserie)
- 2001 – Liebe unter Verdacht
- 2002 – Unter Liebe
- 2003 – Skifahren unter Wasser
- 2003–04 – Hinter Gittern – Der Frauenknast (Fernsehserie, als Ines Führbringer #1)
- 2003 – R.A.U.S.C.H. – Die Drogenfahndung (Fernsehserie)
- 2004 – Beauty Queen (Fernsehserie)
- 2004 – Moonlighting Picture
- 2006 – Update 2056 – Die Welt in 50 Jahren (Dokufiktion)
- 2007 – Handarbeit
- 2008 – Operation Walküre – Das Stauffenberg-Attentat (Valkyrie) (Kino)
- 2010 – Final Analysis
- 2011 – Anna und die Liebe (Fernsehserie)
- 2012 – Cloud Atlas (Kino)
- 2015 – Soko 5113 (Fernsehserie, Folge Das irische Mädchen)
- 2015 – Elser – Er hätte die Welt verändert (Kino)
- 2018 – Dating Questionnaire (Kurzfilm, zusammen mit Mateo Wansing Lorrio)
- 2020 – Haus in der Ferne (Kino)
- 2021 – The Change (Kino)
- 2022 – Constellation (aka Electric Eye)
- 2022/2023 – Davos (Miniserie)
- 2023 – König und König
- 2024 – Die Kanzlei (Fernsehserie, Folge Nackte Tatsachen)
- 2024 – Miss Fallaci (Fernsehserie)
- 2024 – The beholder (Kurzfilm)
- 2025 – Ride or Die - Block 1 (Miniserie)
- 2025 – Between the Lines (Kurzfilm)